# ショッカビリー
ショッカビリー（Shockabilly）は、ギターとボーカルにユージン・チャドボーン、ベースとオルガンにクレイマー、ドラムにデヴィッド・リクトが在籍したバンドである。ショッカビリーは、その短い活動期間（1982年–1985年）の間にいくつかのアルバムをリリースし、そのほとんどが後に再リリースされている。音楽自体は、主にロカビリーやロックンロールのスタンダードを前衛的に作り直したものであった。

## ディスコグラフィ

### スタジオ・アルバム
- Earth vs. Shockabilly (1983年、Rough Trade)
- Vietnam (1984年、Fundamental Music)
- Colosseum (1984年、Rough Trade)
- Heaven (1985年、Fundamental Music)

### EP
- The Dawn of Shockabilly (1982年、Rough Trade)

### ライブ・アルバム
- Live: ...Just Beautiful (1990年、Shimmy Disc)